# National Society of Film Critics Award/Bester Dokumentarfilm

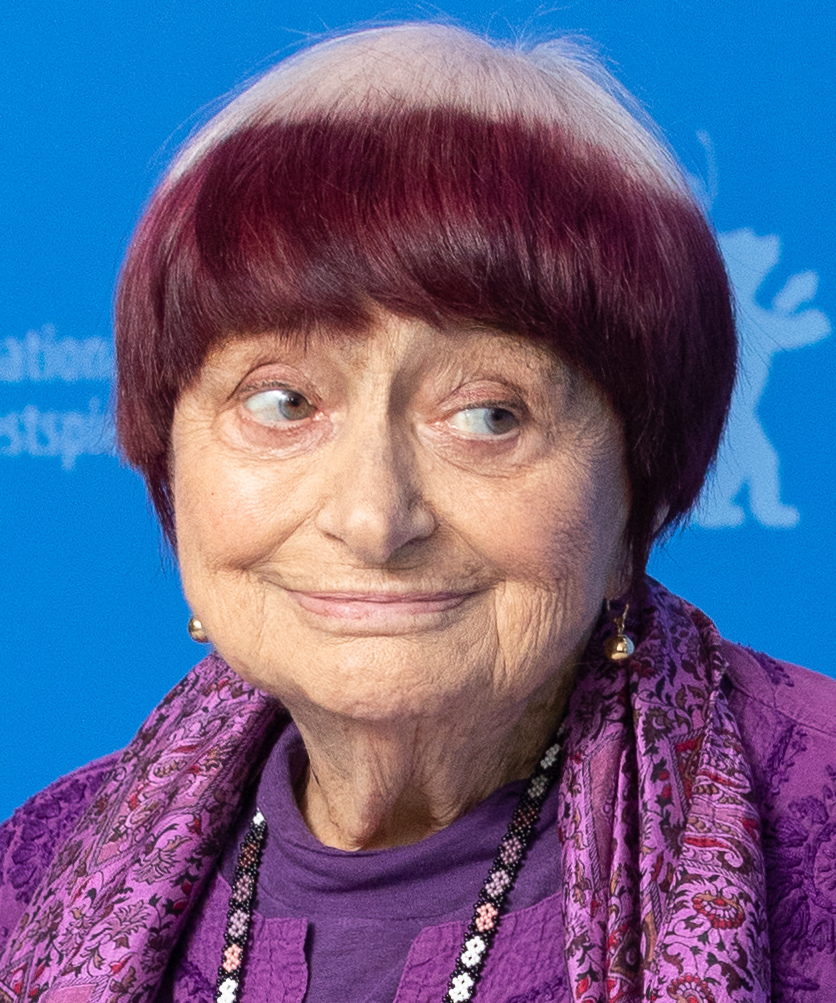
Agnès Varda (2019)

Der National Society of Film Critics Award für den besten Dokumentarfilm (Originalbezeichnung: Best Non-Fiction Film, früher: Best Documentary) wird seit 1985 jährlich vergeben.
Am erfolgreichsten in dieser Kategorie ist die 2019 verstorbene französische Filmemacherin Agnès Varda, die den Preis dreimal gewinnen konnte. Auf je zwei Siege kommen Charles H. Ferguson, Werner Herzog und Errol Morris. Achtmal gelang es der Filmkritikervereinigung vorab den Oscar-Gewinner zu präsentieren, zuletzt im Jahr 2017, als sich O. J. Simpson: Made in America durchsetzen konnte.
Bei der letzten Preisvergabe im Jahr 2022 gewann Jonas Poher Rasmussens europäische Koproduktion Flee (41 Punkte) vor den beiden zweitplatzierten US-amerikanischen Dokumentarfilmen Procession von Robert Greene und The Velvet Underground von Todd Haynes mit je 28 Punkten.

## Liste der Preisträger
| Jahr | Originaltitel                        | Deutscher Titel                                        | Regie                                          |
| ---- | ------------------------------------ | ------------------------------------------------------ | ---------------------------------------------- |
| 1985 | Stop Making Sense                    | Stop Making Sense                                      | Jonathan Demme                                 |
| 1986 | Shoah                                | Shoah                                                  | Claude Lanzmann                                |
| 1987 | Marlene                              | Marlene                                                | Maximilian Schell                              |
| 1988 | Preis nicht vergeben.                | Preis nicht vergeben.                                  | Preis nicht vergeben.                          |
| 1989 | The Thin Blue Line                   | Der Fall Randall Adams                                 | Errol Morris                                   |
| 1990 | Roger & Me                           | Roger & Me                                             | Michael Moore                                  |
| 1991 | Berkeley in the Sixties              | Berkeley in the Sixties – Die Geburt der 68er Bewegung | Mark Kitchell                                  |
| 1992 | Paris Is Burning                     | Paris brennt                                           | Jennie Livingston                              |
| 1993 | American Dream*                      | American Dream                                         | Barbara Kopple                                 |
| 1994 | Visions of Light                     | nicht bekannt                                          | Arnold Glassman, Todd McCarthy, Stuart Samuels |
| 1995 | Hoop Dreams                          | Hoop Dreams                                            | Steve James                                    |
| 1996 | Crumb                                | Crumb                                                  | Terry Zwigoff                                  |
| 1997 | When We Were Kings*                  | When We Were Kings                                     | Leon Gast                                      |
| 1998 | Fast, Cheap & Out of Control         | Schnell, billig und außer Kontrolle                    | Errol Morris                                   |
| 1999 | The Farm: Angola, USA                | Die Farm                                               | Liz Garbus, Wilbert Rideau, Jonathan Stack     |
| 2000 | Buena Vista Social Club              | Buena Vista Social Club                                | Wim Wenders                                    |
| 2001 | The Life and Times of Hank Greenberg | nicht bekannt                                          | Aviva Kempner                                  |
| 2002 | Les glaneurs et la glaneuse          | Die Sammler und die Sammlerin                          | Agnès Varda                                    |
| 2003 | Standing in the Shadows of Motown    | nicht bekannt                                          | Paul Justman                                   |
| 2004 | Être et avoir                        | Sein und Haben                                         | Nicolas Philibert                              |
| 2005 | Tarnation                            | Tarnation                                              | Jonathan Caouette                              |
| 2006 | Grizzly Man                          | Grizzly Man                                            | Werner Herzog                                  |
| 2007 | An Inconvenient Truth*               | Eine unbequeme Wahrheit                                | Davis Guggenheim                               |
| 2008 | No End in Sight                      | No End In Sight – Invasion der Amateure?               | Charles H. Ferguson                            |
| 2009 | Man on Wire*                         | Man on Wire – Der Drahtseilakt                         | James Marsh                                    |
| 2010 | Les plages d’Agnès                   | Die Strände von Agnès                                  | Agnès Varda                                    |
| 2011 | Inside Job*                          | Inside Job                                             | Charles H. Ferguson                            |
| 2012 | Cave of Forgotten Dreams             | Die Höhle der vergessenen Träume                       | Werner Herzog                                  |
| 2013 | שומרי הסף (The Gatekeepers)          | Töte zuerst                                            | Dror Moreh                                     |
| 2014 | The Act of Killing                   | The Act of Killing                                     | Joshua Oppenheimer                             |
| 2014 | At Berkeley                          | nicht bekannt                                          | Frederick Wiseman                              |
| 2015 | Citizenfour*                         | Citizenfour                                            | Laura Poitras                                  |
| 2016 | Amy*                                 | Amy                                                    | Asif Kapadia                                   |
| 2017 | O. J.: Made in America*              | O. J. Simpson: Made in America                         | Ezra Edelman                                   |
| 2018 | Visages villages                     | Augenblicke: Gesichter einer Reise                     | JR, Agnès Varda                                |
| 2019 | Minding the Gap                      | Minding the Gap                                        | Bing Liu                                       |
| 2020 | Медена земја (Medena zemja)          | Land des Honigs                                        | Ljubomir Stefanov, Tamara Kotevska             |
| 2022 | Flee                                 | Flee                                                   | Jonas Poher Rasmussen                          |

* = Filmproduktionen, die später den Oscar als Bester Dokumentarfilm des Jahres gewannen.